# Saint-Fraimbault
Saint-Fraimbault ist eine französische Gemeinde mit 542 Einwohnern (Stand 1. Januar 2022) im Département Orne in der Region Normandie (vor 2016 Basse-Normandie). Sie gehört zum Arrondissement Alençon und ist Teil des Kantons Bagnoles-de-l’Orne Normandie (bis 2015 Passais).

## Geographie
Saint-Fraimbault liegt etwa 56 Kilometer westnordwestlich von Alençon am Flüsschen Pisse. Die Gemeinde gehört zum Regionalen Naturpark Normandie-Maine. Umgeben wird Saint-Fraimbault von den Nachbargemeinden Saint-Mars-d’Égrenne im Norden, Torchamp im Nordosten, Ceaucé im Osten, Soucé im Südosten, Couesmes-Vaucé im Süden sowie Passais Villages im Westen.

## Bevölkerungsentwicklung
| Jahr                      | 1962 | 1968 | 1975 | 1982 | 1990 | 1999 | 2006 | 2011 | 2016 |
| Einwohner                 | 1078 | 1006 | 963  | 828  | 792  | 676  | 629  | 584  | 549  |
| Quelle: Cassini und INSEE |      |      |      |      |      |      |      |      |      |

## Sehenswürdigkeiten

Kirche Saint-Fraimbault

- Kirche Saint-Fraimbault

## Persönlichkeiten
- Fraimbault de Lassay (um 500–570), Eremit und Missionar, Klostergründer, Heiliger der römisch-katholischen Kirche (16. August), angeblich hier gestorben
- Marie-Chantal Depetris-Demaille (1941–2025), Florettfechterin